# Bert Salzman
Bert Salzman (* 2. September 1931 in Brooklyn, New York; † 29. November 2016 in Sonoma, Kalifornien) war ein US-amerikanischer Regisseur und Maler.

## Leben
Salzman wuchs in einem Waisenhaus auf und brach die High School ab. Er ging im Alter von 17 Jahren zur Marine und nahm als Soldat am Korea-Krieg teil. Nach seiner Rückkehr arbeitete er als Zeichner und kam eher zufällig zum Filmgeschäft. Er brachte sich seine Kenntnisse als Elektriker, Beleuchter und Kameramann mithilfe von Selbsthilfe-Büchern selbst bei. Von 1961 bis 1964 arbeitete er mit Dokumentarfilmer George C. Stoney zusammen. Sein Debüt als Regisseur gab Salzman 1964 mit dem Film How Things Get Done, der im Auftrag der Adult Education Association für die Reihe Metropolis: Creator or Destroyer? entstand. Im Auftrag der Learning Corporation of America (LCA), die Lehrfilme für den Unterricht produzierte, drehte Salzman mehrere Filme, die sich mit verschiedenen ethnischen Gruppen befassten, darunter Geronimo Jones (1970) über einen Papago-Apachen, Felipa: North of the Border (1971) über ein Chicano-Mädchen sowie 1975 Angel and Big Joe über eine puerto-ricanische Einwandererfamilie, deren ältester Sohn Angel im Zwiespalt, ob er bei Big Joe, mit dem er sich angefreundet hat, bleiben oder zusammen mit seiner Familie dem Ruf seines Vaters folgen soll. Für Angel and Big Joe wurde er 1976 mit einem Oscar in der Kategorie „Bester Kurzfilm“ belohnt.
Anfang der 1980er-Jahre zog sich Salzman aus dem Filmgeschäft zurück und ließ sich in Frankreich und später in Nordkalifornien nieder, um sich der Malerei zu widmen. Im Jahr 2004 veröffentlichte er sein Buch Being a Buddha on Broadway.

## Filmografie
- 1964: How Things Get Done
- 1969: Joshua: Black Boy in Harlem
- 1970: Geronimo Jones
- 1970: Miguel: Up from Puerto Rico
- 1971: Felipa North of the Border
- 1973: Lee Suzuki: Home in Hawaii
- 1973: Matthew Aliuk: Eskimo in Two Worlds
- 1975: Me and You, Kangaroo
- 1975: Angel and Big Joe
- 1976: Shopping Bag Lady
- 1977: Just Jessie (TV)
- 1981–1984: Die unglaublichen Geschichten von Roald Dahl (Tales of the Unexpected) (TV-Serie, fünf Folgen)